# Cerco de Laquis
O cerco de Laquis foi um cerco do Império Neoassírio de Senaqueribe (r. 705–681 a.C.) da Assíria que faz parte da campanha no Levante, quando a cidade de Laquis foi conquistada em 701 a.C. O cerco é registrado na Bíblia Hebraica em II Reis 18:14.

## Evento

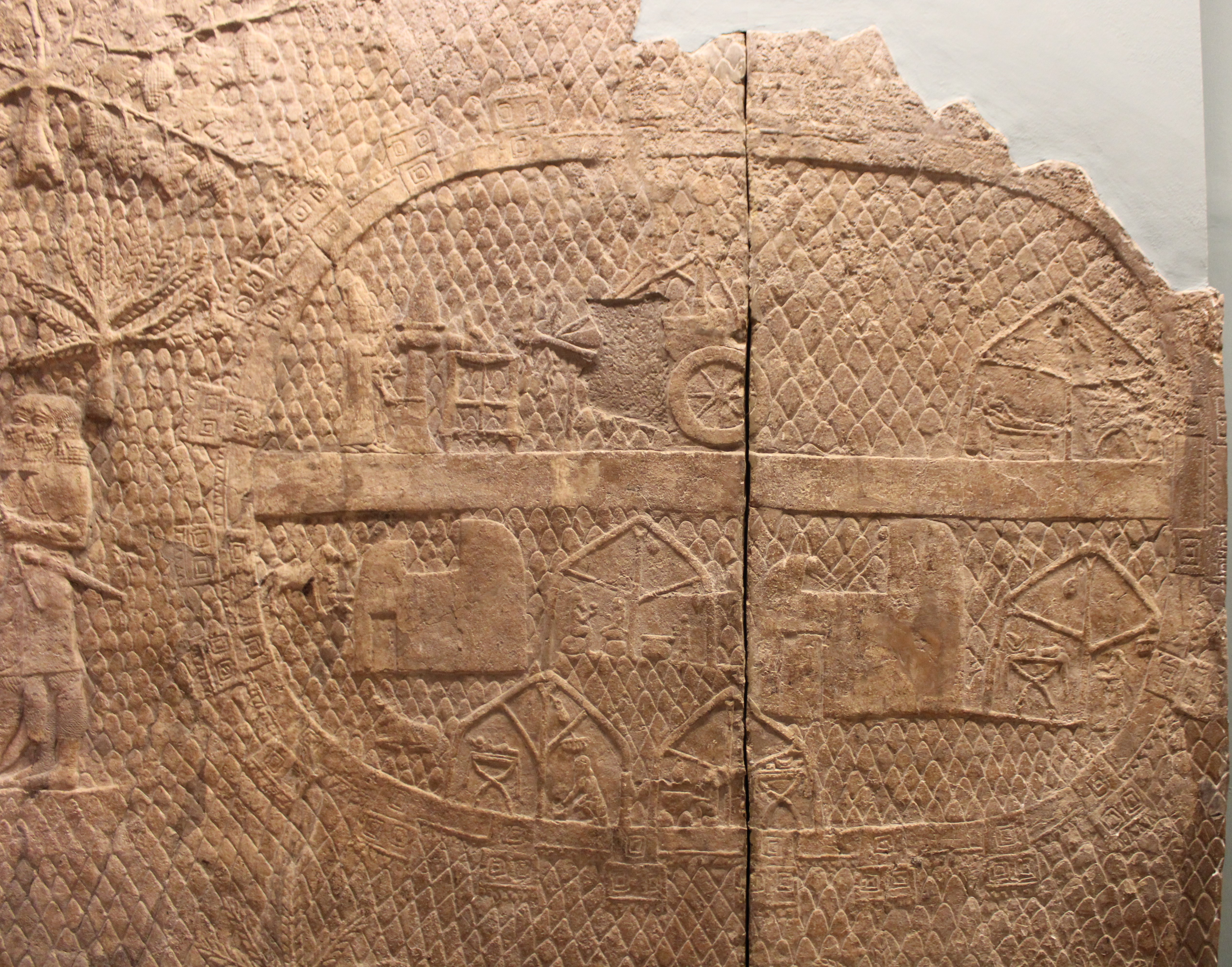
Baixo-relevo do palácio sudoeste de Nínive, na tomada de Laquis

Antes do cerco, muitos reinos do Levante se rebelaram e não quiseram pagar os impostos ao rei assírio Senaqueribe. Em troca, o rei decidiu fazer uma subjugação contra os reinos, com inclusão do Reino de Judá. Após derrotar os rebeldes em Ecrom na Filisteia, Senaqueribe foi marchar para Jerusalém em Judá, mas encontrou Laquis pelo caminho (que era, portanto, a segunda mais relevante cidade judaica), onde conquistou.
Um relevo do palácio de Senaqueribe relata o cerco na cidade judaica. Nela, mostra alguns cativos judeus em marcha, ou sendo espancados e pedindo misericórdia ao rei da Assíria. Nessas cenas, havia muitos despojos tomados de Laquis. Algumas descobertas foram encontradas em Nínive, e no sítio arqueológico tinha alguns cacos de louça que continham fragmentos de cartas da época, possivelmente militares e assírias.